# Riksväg 68

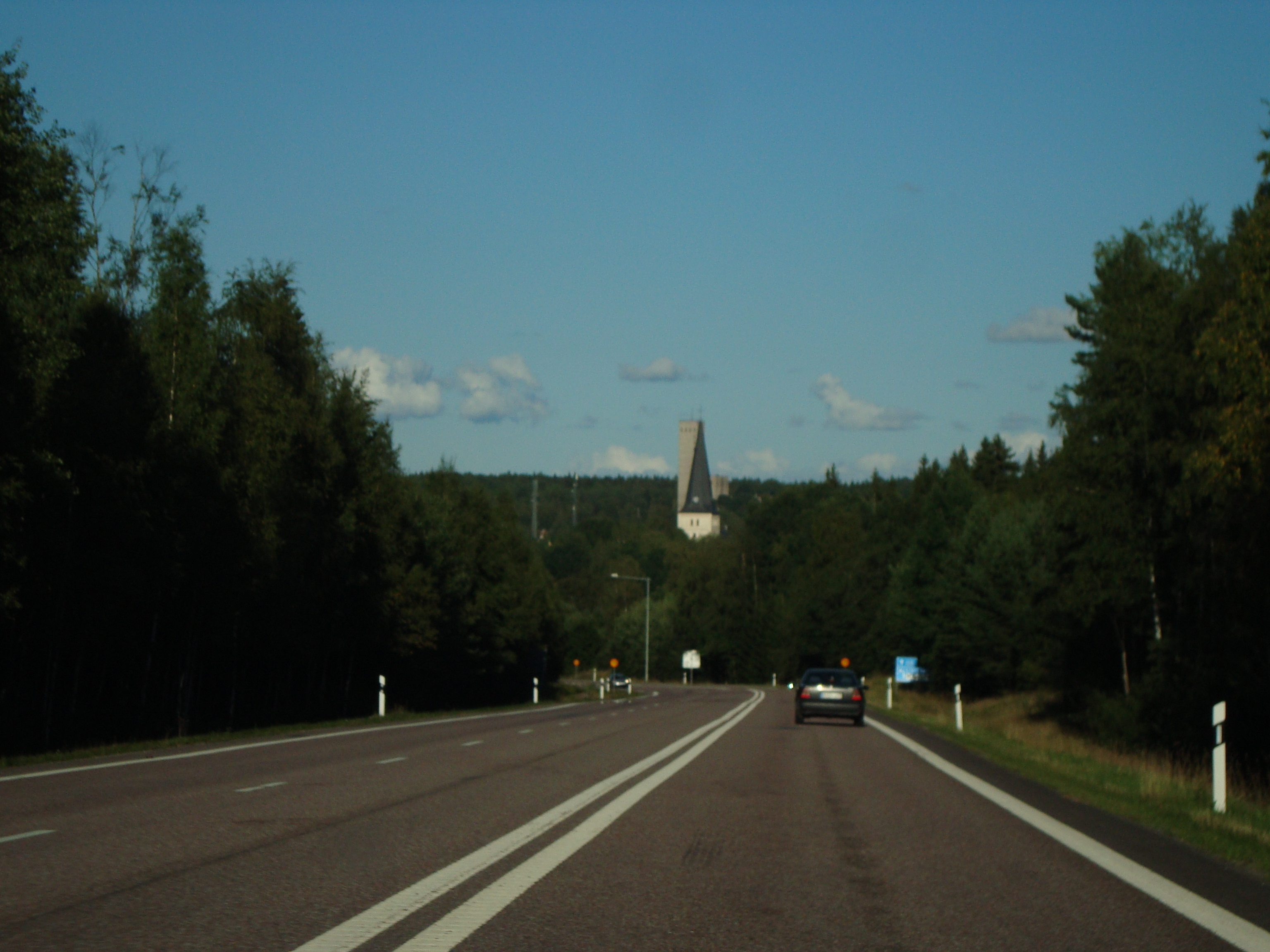
De weg bij Norberg

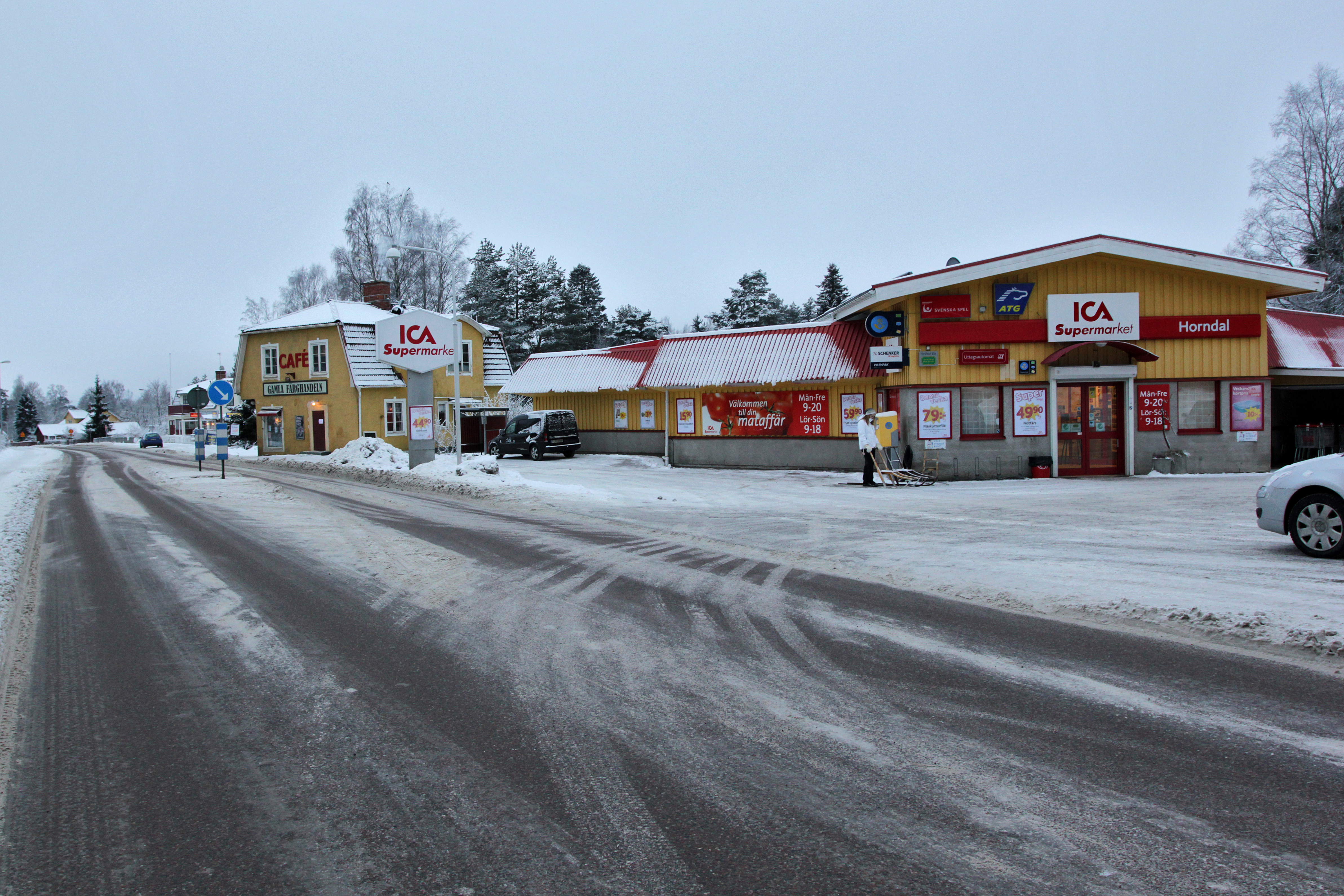
De weg in de winter bij Horndal

De Zweedse rijksweg 68 is gelegen in de provincies Örebro län, Västmanlands län, Dalarnas län en Gävleborgs län en is circa 228 kilometer lang.

## Plaatsen langs de weg
- Örebro
- Hovsta
- Ölmbrotorp
- Lindesberg
- Riddarhyttan
- Fagersta
- Norberg
- Avesta
- Nordanö
- Jularbo
- Fors
- Horndal
- Torsåker
- Storvik
- Västerberg
- Kungsgården
- Sandviken
- Forsbacka
- Valbo
- Gävle

## Knooppunten
- E18/E20, Riksväg 50: begin gezamenlijk tracé, bij Örebro (begin)
- Länsväg 244 naar Nora
- Länsväg 249 naar Vedevåg
- Riksväg 50: einde gezamenlijk tracé, bij Lindesberg
- Länsväg 233
- Riksväg 66: start gezamenlijk tracé, en Länsväg 250, bij Fagersta
- Riksväg 66: einde gezamenlijk tracé, Riksväg 69: start gezamenlijk tracé, bij Fagersta
- Länsväg 256 bij Norberg
- Riksväg 69: einde gezamenlijk tracé, bij Norberg
- Riksväg 70: gezamenlijk tracé van ruim een kilometer, bij Avesta
- E16: start gezamenlijk tracé, bij Storvik
- Länsväg 302 bij Kungsgården
- Länsväg 272 bij Sandviken
- Riksväg 56: start gezamenlijk tracé, bij Valbo
- E4 bij Gävle
- E16/Riksväg 56: einde gezamenlijk tracé, bij Gävle (einde)

Europese wegen:
E4 · E6 · E10 · E12 · E14 · E16 · E18 · E20 · E22 · E45 · E65
Riksvägar:
9 · 11 · 13 · 15 · 17 · 19 · 21 · 23 · 24 · 25 · 26 · 27 · 28 · 29 · 30 · 31 · 32 · 34 · 35 · 37 · 40 · 41 · 42 · 44 · 46 · 47 · 49 · 50 · 51 · 52 · 53 · 55 · 56 · 57 · 61 · 62 · 63 · 66 · 68 · 69 · 70 · 72 · 73 · 75 · 76 · 77 · 83 · 84 · 86 · 87 · 90 · 92 · 94 · 95 · 97 · 98 · 99